# パンゴゲ駅
パンゴゲ駅（パンゴゲえき）は、大韓民国大邱広域市達西区にある大邱交通公社2号線の駅である。駅番号は(228)。
駅名は一帯の旧地名に由来し、「コゲ」は峠（峴/고개）を意味するが、パンの語源については諸説がある。「半分(반)の峠(고개)」と呼ばれる説や、「夜(밤)の峠(고개)」あるいは「栗(밤)の峠(고개)」の変形である説がある。

## 駅構造
- 島式ホーム1面2線の地下駅。

## 駅周辺
- 大邱銀行内唐洞支店
- 西大邱農協
- セギル市場
- ポラム病院
- ヨルリンクン病院
- 西大邱市場
- 大邱内唐初等学校
- 韓独病院
- 大邱中部消防署
- 農協大邱共販所
- 内唐2・3洞住民センター
- 天主教大邱大教区内唐聖堂

## 歴史
- 2005年10月18日 - パンゴゲ駅として開業。

## 利用状況
| 路線   | 利用人数 | 利用人数 | 利用人数 | 利用人数 | 利用人数 | 利用人数 | 利用人数 | 利用人数 | 利用人数 | 利用人数 |
| 路線   | 2005年   | 2006年   | 2007年   | 2008年   | 2009年   | 2010年   | 2011年   | 2012年   | 2013年   | 2014年   |
| ------ | -------- | -------- | -------- | -------- | -------- | -------- | -------- | -------- | -------- | -------- |
| ●2号線 | 3113人   | 4375人   | 4548人   | 4637人   | 4776人   | 4769人   | 4765人   | 4779人   | 4910人   | 4840人   |

## 隣の駅
大邱交通公社
●2号線
内唐駅 (227) - パンゴゲ駅 (228) - 青蘿の丘駅(229)